# Bert I. Gordon
Bert Ira Gordon (ur. 24 września 1922 w Kenosha w stanie Wisconsin, zm. 8 marca 2023 w Los Angeles) – amerykański reżyser, scenarzysta i producent filmowy.
Zasłynął jako twórca horrorów i filmów science fiction klasy B. Z czasem stały się one wśród niektórych widzów klasykami tego gatunku. Bohaterami większości jego filmów były potwory i stworzenia o gigantycznych rozmiarach. Często używał pseudonimu „Mister B.I.G.”, który nawiązywał zarówno do pierwszych liter jego imion i nazwiska jak i do tematyki jego filmów. Główne role grały u niego parokrotnie gwiazdy kina: Peter Graves, Lon Chaney Jr. (w filmie Cyklop (1957)), Orson Welles (w horrorze Nekromancja (1972)) czy Joan Collins (w horrorze science fiction Imperium mrówek (1977)).
Jedna z jego córek, Susan (ur. 1949, zm. 2011) została aktorką. Pojawiła się w kilku filmach ojca.

## Filmografia
- King Dinosaur (1955)
- Cyklop (1957)
- Początek końca (1957)
- Zdumiewająco kolosalny człowiek (1957)
- Ziemia przeciw pająkowi (1958)
- War of the Colossal Beast (1958)
- Atak na ludzkie marionetki (1958)
- Chłopiec i piraci (1960)
- Magiczny miecz (1962)
- Wioska gigantów (1965)
- Nekromancja (1972)
- Pokarm bogów (1976)
- Imperium mrówek(1977)
- Zróbmy to! (1982)
- Wielki zakład (1985)
- Księżniczka szatana (1990)
- Tajemnice psychopaty (2014)